# Node (sanger)
 For alternative betydninger, se Node. (Se også artikler, som begynder med Node)
Node, født Rajin Nabaz den 3. marts 1990, er en dansk-kurdisk sanger og rapper. Han har været en del af den danske musikbranche i et stykke tid og var i 2017 den femte mest streamede danske kunstner på Spotify.. En artikel i Politiken i april 2018 udråbte ham til et af tidens største danske musiknavne. Hans musik er karakteriseret som en blanding af mellemøstlig popmusik, dancehallrytmer, rhythm and blues og hiphop med skrabede tekster, der især handler om at nyde livet, tage kokain og være sin egen lykkes smed..

## Musikkarriere
Nodes gennembrud kom, da han udgav singlen "Pakker Bar". Den lå nummer 7 på Spotify Top 50 i en lang periode og har fået guld henover månederne. Nodes karriere tog for alvor en drejning, da han sendte singlen "De Snakker" på gaden som blev gæstet af Stepz fra MellemFingaMuzik og lå nummer 1 på Spotify Top 50 listen. Med over 140.000 streams om dagen fik Nodes single "De Snakker" guld samt platin efter godt og vel 12 uger.[kilde mangler]
Node har efterfølgende holdt en koncert i Vega, der angiveligt var hans første koncert nogensinde. Den blev udsolgt to uger før koncertdatoen. Gilli gæstede også Node til koncerten, og tidligere har man set de to samarbejde på tracket "Zebah" (arabisk for "pik"). Herefter kunne man finde Node til Grøn Koncert, Guldtuben samt The Voice i Tivoli. Han er blevet nomineret til 'Årets Nye Danske Navn' til Danish Music Awards i 2017. Her konkurrerede han imod bl.a. Noah Carter og Soleima.
I sensommeren 2017 udgav kunstneren PAY - "Lay Lay", hvorpå Node medvirkede. "Lay Lay" opnåede ligeledes en top 10-placering. Node medvirkede i 2017 endvidere på udgivelser af Foulis ("De Ved Godt") og Prettys ("Habibti").
I september 2017 udgav Node "Gi' Mig Det Hele".

## Diskografi

### EP
| År   | Titel       | Album detaljer                                                    |
| ---- | ----------- | ----------------------------------------------------------------- |
| 2018 | "Cambiarme" | - Udgivet: 2. marts 2018 - Selskab: Sony Music - Format: download |

### Singler
| År   | Titel                                | Højeste placering | Certificering  |
| År   | Titel                                | Danmark           | Certificering  |
| ---- | ------------------------------------ | ----------------- | -------------- |
| 2016 | "Zebah" (Feat. Gilli)                | -                 | Guld           |
| 2016 | "Pakker Bar"                         | -                 | Platin         |
| 2017 | "De Snakker"                         | -                 | Dobbelt Platin |
| 2017 | "Blæst"                              | -                 | Guld           |
| 2017 | "Al Fuego"                           | -                 | Guld           |
| 2017 | "Gi Mig Det Hele"                    | -                 | Platin         |
| 2017 | "Indifférent" (Feat. Sivas)          | -                 | Guld           |
| 2018 | "Carnalismo" (Feat. Gilli & Branco)  | -                 | Guld           |
| 2018 | "Jvb"                                | -                 |                |
| 2018 | "Mariah"                             | -                 |                |
| 2018 | "Oui"                                | -                 | Dobbelt Platin |
| 2018 | "Opa                                 | -                 |                |
| 2018 | "No Romantico" (Feat. Lvan Martínez) | -                 |                |
| 2019 | "Super Mario"                        | -                 |                |

### Featuring
| År   | Titel                      | Højeste placering |
| År   | Titel                      | DAN               |
| ---- | -------------------------- | ----------------- |
| 2017 | "Lay Lay" (Feat. NODE)     | -                 |
| 2017 | "De Ved Godt" (Feat. NODE) | -                 |
| 2017 | "Habibti" (Feat. NODE)     | -                 |
| 2018 | "Hasta Luego" (Feat. NODE) | -                 |
| 2018 | "Okay" (Feat. NODE)        | -                 |
| 2018 | "Bang Bang" Feat, NODE)    | -                 |